# Nieuwsbrief
Een nieuwsbrief is een regelmatige publicatie, over het algemeen rond een hoofdthema, waar al dan niet gratis op geabonneerd kan worden. Veel nieuwsbrieven worden uitgegeven door verenigingen of commerciële instellingen, zoals bedrijven, om informatie te verstrekken aan de leden of werknemers. Een uitgebreide versie van de nieuwsbrief wordt bedrijfsblad genoemd, meestal is dat een personeelsblad of een relatiemagazine.
Traditioneel werden nieuwsbrieven per post verstuurd naar de abonnees, tegenwoordig kan dit ook per e-mail. De nieuwsbrief heeft als doel abonnees op de hoogte te brengen van het laatste nieuws. Een nieuwsbrief per e-mail wordt ook weleens met 'elektronische nieuwsbrief', 'e-mailnieuwsbrief', 'e-nieuws' of 'e-nieuwsbrief' aangeduid.

## Online nieuwsbrieven
Veel websites en bedrijven hebben tegenwoordig ook online nieuwsbrieven (vaak aangeduid met de Engelse term newsletter) die via e-mail worden verstuurd naar mensen op een mailinglijst. Deze nieuwsbrieven informeren de lezers over updates van de website en/of leveren informatie die eraan verbonden is. Bovendien kunnen nieuwsbrieven een rol spelen in het opbouwen en in stand houden van de relatie van de gebruikers met een website.